# Minta
Minta är en ort i Kamerun.   Den ligger i regionen Centrumregionen, i den centrala delen av landet, 160 km nordost om huvudstaden Yaoundé. Minta ligger 667 meter över havet och antalet invånare är 4 934.
Terrängen runt Minta är platt. Trakten runt Minta är glesbefolkad, med 9 invånare per kvadratkilometer. Det finns inga andra samhällen i närheten. I omgivningarna runt Minta växer i huvudsak städsegrön lövskog.